# Коваль Василь Анатолійович
Василь Анатолійович Коваль (нар. 11 листопада 1989) — український легкоатлет, який спеціалізується в бігу на довгі дистанції та стипль-чезі, багаторазовий чемпіон та призер національних першостей у дисциплінах бігу на довгі дистанції, кросі та стипль-чезі.
На національних змаганнях представляє Житомирську область.

## Основні міжнародні виступи
| Рік  | Змагання                            | Місто   | Місце | Дисципліна      | Примітки |
| ---- | ----------------------------------- | ------- | ----- | --------------- | -------- |
| 2016 | Кубок Європи з бігу на 10000 метрів | Мерсін  | 11    | 10000 м         |          |
| 2016 | Чемпіонат Європи з кросу            | Кіа     | 24    | забіг (дорослі) | [ 1 ]    |
| 2017 | Чемпіонат Європи з кросу            | Шаморін | 43    | забіг (дорослі) |          |
| 2018 | Кубок Європи з бігу на 10000 метрів | Лондон  | 17    | 10000 м         |          |
| 2018 | Чемпіонат Європи                    | Берлін  | 17    | 10000 м         |          |
| 2018 | Чемпіонат Європи з кросу            | Тілбург | 39    | забіг (дорослі) | [ 2 ]    |
| 2019 | Чемпіонат світу з кросу             | Орхус   | 125   | забіг (дорослі) |          |
| 2019 | Командний чемпіонат Європи          | Бидгощ  | 8     | 3000 м          |          |